# Cittadinanza maltese

Stemma di Malta

Dal 1º agosto 1989 la cittadinanza maltese è fondata sullo ius sanguinis, mentre prima di tale data era basata sullo ius soli.
La doppia cittadinanza era proibita fino al 10 febbraio 2000, quando tutte le restrizioni sono state abolite.
Prima del 21 settembre 1964 Malta era una colonia reale britannica e tutti i maltesi avevano la cittadinanza britannica.

## Cittadinanza maltese al momento dell'indipendenza (1964)
Al momento dell'indipendenza di Malta dal Regno Unito, il 21 settembre 1964, la cittadinanza maltese è stata conferita a qualunque persona nata a Malta che avesse almeno un genitore nato a Malta.
Coloro che hanno ottenuto la cittadinanza maltese al momento dell'indipendenza hanno perso quella britannica, tranne nel caso in cui fossero discendenti di cittadini britannici attraverso il padre o il nonno paterno.
I cittadini del Regno Unito o delle colonie che al momento dell'indipendenza non hanno acquisito la cittadinanza maltese sono rimasti cittadini britannici.

## Nati a Malta
Qualunque persona nata a Malta tra il 21 settembre 1964 e il 31 luglio 2001 ha acquisito automaticamente la cittadinanza maltese alla nascita.
Dal 1º agosto 2001 una persona nata a Malta acquisisce la cittadinanza maltese alla nascita solamente se almeno un genitore è
- un cittadino maltese

oppure
- è nato a Malta

## Cittadinanza maltese per discendenza
Le persone nate fuori dal territorio maltese tra il 21 settembre 1964 e il 31 luglio 1989 hanno acquisito la cittadinanza maltese per discendenza solamente se il loro padre è
- un cittadino maltese nato a Malta, o
- un cittadino maltese per registrazione o naturalizzazione.

Le donne non potevano trasmettere la cittadinanza maltese a meno che non fossero sposate.
Dal 1º agosto 1989 qualunque persona nata fuori da Malta da madre nata maltese o naturalizzata acquisisce automaticamente la cittadinanza maltese per discendenza.
Dal 10 febbraio 2000 qualunque persona nata fuori Malta tra il 21 settembre 1964 e il 31 luglio 1989 da madre nata maltese o naturalizzata può richiedere la cittadinanza maltese per registrazione.

### Modifiche alla legge sulla cittadinanza del 2007
Un emendamento alla legge maltese sulla cittadinanza, entrato in vigore il 1º agosto 2007, dà diritto a qualunque persona di discendenza maltese di ottenere la cittadinanza maltese per registrazione.
È richiesto di fornire una documentazione che dimostri la discendenza diretta da un maltese nato a Malta da genitore maltese anch'esso nato a Malta. Documenti come certificati di nascita, matrimonio o morte sono sufficienti per presentare la domanda. Se una persona ha genitori o nonni in vita che sono discendenti diretti ma non cittadini maltesi, devono presentare la domanda anche loro (la linea di discendenza non può essere interrotta).
La registrazione può essere effettuata presso qualunque ambasciata maltese, alta commissione, consolato o presso il Dipartimento per la cittadinanza e gli espatriati a Malta. Non è richiesta la residenza a Malta.

## Cittadinanza maltese per naturalizzazione
Prima del 1º agosto 1989 la durata minima di residenza a Malta per poter richiedere la cittadinanza era di 6 anni (5 anni per i cittadini del Commonwealth). Tale durata è stata poi ridotta a 5 anni.
Dopo la riforma del 2000, coloro che acquisiscono la cittadinanza maltese per naturalizzazione o registrazione non sono più obbligati a dimostrare di aver perduto o rinunciato a qualunque altra cittadinanza. La stessa riforma consente a tutti gli ex cittadini maltesi di riacquisire la cittadinanza per registrazione.

### Modifiche alla legge sulla cittadinanza del 2013
La legge XV del 2013 introduce alcuni amendamenti alla legge sulla cittadinanza e rende possibile al ministro responsabile per la cittadinanza di assegnare la cittadinanza per naturalizzazione a qualunque persona che sia un contribuente del Malta Individual Investor Programme (MIIP), un programma di investimenti in cambio della cittadinanza. Il Governo maltese ha deciso di concedere la cittadinanza a chiunque contribuisca con almeno 650.000 euro (25.000 per il coniuge) al National Development and Social Fund. Un altro criterio per la cittadinanza consiste nell'investire almeno 150.000 euro in titoli di stato maltesi con una scadenza minima di cinque anni. Agli investitori è anche richiesto di impegnarsi nell'acquisto di una proprietà immobiliare del valore di almeno 350.000 euro o nell'affitto per un periodo minimo di cinque anni per un valore di almeno 16.000 euro all'anno di una proprietà.
Questo sistema è stato fortemente criticato sia a Malta che all'estero, in quanto permette a chiunque l'acquisto della cittadinanza di un paese membro dell'Unione europea e dello Spazio Schengen.

## Cittadinanza maltese per matrimonio
Il coniuge di un cittadino maltese acquisisce la cittadinanza maltese dopo cinque anni di matrimonio. Non è richiesta la residenza a Malta.
In caso di decesso del coniuge maltese prima che siano trascorsi cinque anni dal matrimonio, il cittadino straniero può ugualmente fare domanda per la cittadinanza passati cinque anni dal matrimonio.
In caso di divorzio, il cittadino straniero può fare domanda per la cittadinanza se ha vissuto per almeno cinque anni con il coniuge maltese.
Prima del 10 febbraio 2000 il periodo minimo di cinque anni di matrimonio non era richiesto, mentre prima del 1º agosto 1989 solamente la moglie straniera di un cittadino maltese poteva richiedere la cittadinanza per matrimonio, mentre non era consentito al marito straniero di una cittadina maltese.

## Cittadinanza maltese per adozione
Prima del 1º gennaio 1977 chiunque fosse adottato da cittadini maltesi acquisiva automaticamente la cittadinanza maltese. La procedura è diventata più complessa dopo tale data.
Dal 1º agosto 1989 un bambino adottato da cittadini maltesi acquisisce la cittadinanza maltese se l'adozione avviene prima del compimento del decimo anno d'età.

## Perdita della cittadinanza maltese

### Periodo dal 1964 al 1989
Al momento dell'indipendenza, nel 1964, Malta ha adottato delle regole molto restrittive per prevenire la cittadinanza multipla:
- qualunque cittadino maltese adulto che acquisiva un'altra cittadinanza perdeva automaticamente quella maltese;
- un cittadino maltese che avesse acquisito un'altra cittadinanza alla nascita o durante l'infanzia doveva rinunciare ad essa prima del compimento dei 19 anni, pena la perdita della cittadinanza maltese.

### Riforma del 1989
A partire dal 1º agosto 1989 la legge maltese è stata emendata per consentire agli emigrati da Malta di mantenere la cittadinanza maltese, a condizione di essere nato a Malta e di soddisfare certi requisiti di residenza.
Those covered by this limited exception were deemed never to have lost Maltese citizenship. In other words, the change in the law was retrospective to 21 September 1964.
La riforma non riguardava i cittadini maltesi per discendenza che sono nati in altri paesi, che erano ancora obbligati a rinunciare alla loro seconda cittadinanza prima dei 19 anni per non perdere quella maltese.

### Riforma del 2000
A partire dal 10 febbraio 2000 non si perde più la cittadinanza maltese in seguito all'acquisizione della cittadinanza di un altro paese.
Tutti gli ex cittadini maltesi che hanno risieduto fuori dal territorio maltese per almeno sei anni hanno automaticamente riottenuto la cittadinanza maltese con effetto retroattivo, cioè come se non l'avessero mai persa.
Gli ex cittadini maltesi che non rispettano i requisiti per il riottenimento automatico della cittadinanza, tra cui coloro che hanno risieduto fuori Malta per meno di sei anni, possono presentare domanda per ottenere la cittadinanza maltese per registrazione.

## Cittadinanza multipla
A partire dal 10 febbraio 2000 non vi è alcuna restrizione da parte della legge maltese sul possesso di un'altra cittadinanza. Anche ai possessori di doppia cittadinanza è consentito ottenere il passaporto maltese.
A Malta, così come in Russia e Ucraina, si applica la doppia cittadinanza. Le eccezioni sono il Kazakistan e l'Azerbaigian (si raccomanda che gli investitori in questi paesi abbiano residenza permanente, il che consente loro di utilizzare tutti i diritti di un cittadino di Malta e di non violare le leggi dei loro paesi). Per i russi, è importante ricordare che l'FMS della Russia deve essere informato della disponibilità di un permesso di soggiorno e della cittadinanza di uno stato straniero.

## Cittadini dell'Unione europea
I cittadini maltesi sono anche cittadini dell'Unione europea e come tali godono della libertà di movimento nell'UE e possono votare nelle elezioni per il Parlamento europeo.

## Cittadini del Commonwealth
In quanto membro del Commonwealth, i cittadini maltesi sono anche cittadini del Commonwealth e come tali godono di alcuni diritti nel Regno Unito:
- l'accesso allo UK Ancestry Entry Clearance;
- l'accesso allo UK Working Holiday Visa scheme;
- il diritto di dimora nel Regno Unito per i cittadini maltesi nati prima del 1983 da madre britannica;
- pieni diritti di votare e candidarsi a cariche pubbliche nel Regno Unito;
- la possibilità di unirsi alle forze armate britanniche.

## Libertà di movimento dei cittadini maltesi
I cittadini maltesi possono viaggiare senza visto in 168 paesi nel mondo. Il Visa Restrictions Index 2016 inserisce il passaporto maltese al nono posto nella classifica dei passaporti che consentono la maggior libertà di movimento nel mondo.

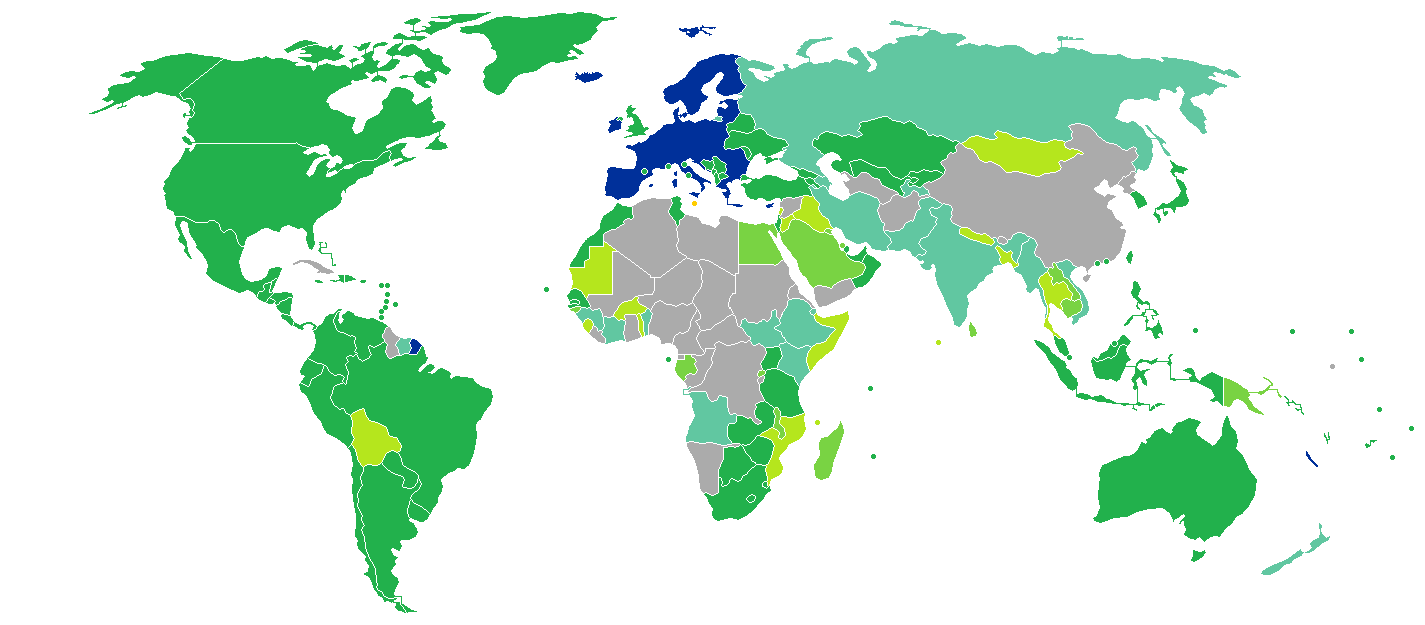
Mappa della libertà di movimento nel mondo dei cittadini maltesi.